# Isaac Karabtchevsky
Isaac Karabtchevsky (São Paulo, 27 de dezembro de 1934) é um maestro brasileiro de ascendência russa que iniciou sua carreira como regente do Madrigal Renascentista, de Belo Horizonte. Já atuou como diretor artístico da Orquestra Sinfônica Brasileira de 1969 a 1994, do Teatro La Fenice, em Veneza, entre 1995 e 2001, da Orquestra Tonkünstler, em Viena, entre os anos de 1988 e 1994, da Orquestra Sinfônica de Porto Alegre de 2003 a 2010 e atualmente é o diretor artístico e regente principal da Orquestra Petrobras Sinfônica. Além disso, foi diretor musical da Orchestre National des Pays de la Loire entre os anos de 2004 a 2009.
Atualmente é diretor artístico do Instituto Baccarelli, em São Paulo, projeto social na Comunidade de Heliópolis, que reúne 1 500 estudantes distribuídos entre cinco orquestras sinfônicas e 17 corais.

## Carreira
Em 1956, fundou, juntamente com os maestros Carlos Eduardo Prates e Carlos Alberto Pinto Fonseca, o coral Madrigal Renascentista, em Belo Horizonte.
Em fevereiro de 1999, dirigiu na Washington Opera House a ópera Boris Godunov, com Samuel Ramey no papel título. O crítico Tim Page, do Washington Post, destacou sua interpretação da opera de Mússorgski entre os dois melhores espetáculos da temporada do Kennedy Center em 1999.
Entre 1988 e 1994 Karabtchevsky foi diretor artístico da Orquestra Tonkünstler, de Viena, com a qual fez várias tournées internacionais. Por sua atividade naquele país, recebeu do governo austríaco a comenda "Grande Mérito a Cultura", reconhecimento dado pela primeira vez a um cidadão brasileiro.
Karabtchevsky regeu concertos e óperas na Staatsoper, na Volksoper e no Musikverein, consideradas as melhores salas de Viena, tendo obtido enorme sucesso com Uma tragédia florentina e O aniversário da Infanta, de Zemlinsky, e O Caso Makropulos de Janáček.
Karabtchevsky dirigiu, entre outras, no Concertgebouw de Amsterdã, no Royal Festival Hall, de Londres, na Salle Pleyel, de Paris, no Carnegie Hall, de Nova Iorque, no Kennedy Center, de Washington, na Staatsoper de Viena, no Teatro Real de España e no Teatro Colón de Buenos Aires. Nos últimos anos, em Veneza, dirigiu no Teatro La Fenice, importantes óperas, tais como Erwartung de Arnold Schönberg, O Castelo do Principe Barba Azul de Bartók, O Navio Fantasma, Don Giovanni, Falstaff, Carmen, Fidelio, Aida, O Rei Teodoro em Veneza de Paisiello, Un Ballo in Maschera, Sansão e Dalila e Sadkó.
As principais interpretações de Karabtchevsky no La Fenice, foram editadas em CD da Mundo Música, de Munique, a casa discográfica do teatro veneziano. Estas gravações receberam ótimas críticas da imprensa internacional. A recente versão de Fidelio de Beethoven foi aclamada como a mais recomendada pela revista francesa L’Opéra. Em 2018 Karabtchevksy completou o box das 11 sinfonias de Heitor Villa-Lobos pelo selo Naxos com a Orquestra Sinfônica do Estado de São Paulo. Esta gravação mereceu excelentes críticas da imprensa internacional e ganhou diversos prêmios. Contribuíram para esse sucesso o fato de ter sido a primeira orquestra e o primeiro regente brasileiro a afrontarem a edição e reformulação editorial da notável obra.

## Vida pessoal
Isaac Karabtchevsky já foi casado com a cantora lírica Maria Lúcia Godoy. Atualmente é casado com Maria Helena e tem duas filhas: Teresa Maria e Lucia Helena. Sua filha Ilana faleceu em 1981, aos 11 anos, vitimada por um tumor, chamado Ewings, que vitima em geral crianças.
O maestro é primo distante da atriz Eva Wilma.

## Homenagem

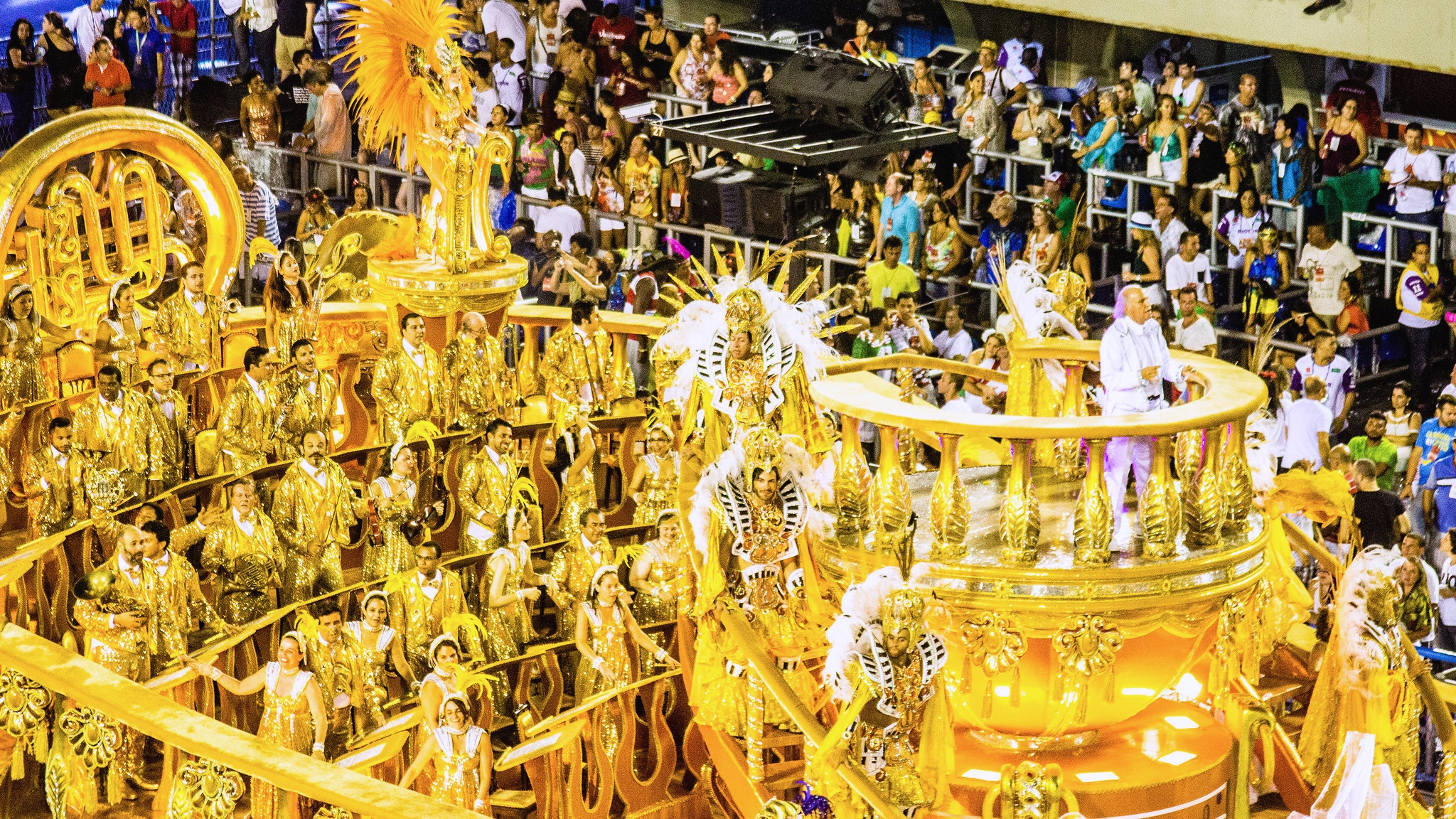
Isaac Karabtchevsky no carro abre-alas da Vila Isabel no carnaval de 2015.

Em 22 de junho de 2009, foi agraciado com a Ordem do Ipiranga, no grau de Grande Oficial, pelo Governo do Estado de São Paulo.
No carnaval de 2015, a escola de samba Unidos de Vila Isabel prestou uma homenagem ao maestro Isaac Karabtchevsky, desfilando com o enredo "O Maestro Brasileiro Está na Terra de Noel. A Partitura É Azul e Branca da Nossa Vila Isabel". O maestro desfilou no carro abre-alas.